# Uga-Uga
Uga-Uga è una telenovela brasiliana scritta da Carlos Lombardi e prodotta dalla rete televisiva TV Globo. È stata trasmessa per la prima volta da TV Globo dal maggio 2000 al gennaio 2001, per un totale di 221 episodi.

## Interpreti e personaggi
- Humberto Martins - Bernardo Baldochi (Baldoki)/ Kala - Kalu/ Primo Bento
- Vivianne Pasmanter - Maria João Portela
- Cláudio Heinrich - Tatuapú/ Adriano Karabastos/ Tatu
- Lima Duarte - Nikos Karabastos /Papú
- Marcello Novaes - Beterraba
- Nair Bello - Pierina Baldochi
- Vera Holtz - Santa Karabastos
- Mariana Ximenes - Bionda Arruda Prado
- Betty Lago - Brigitte/ Alice
- Danielle Winits - Tati (Tatiana Prado)
- Marcos Pasquim - Casimiro (Van Damme)/ Kala - Kalu Mirin
- Sílvia Pfeifer - Vitória Arruda Prado
- Silvia Nobre - Crocoká
- Wolf Maya - Felipe Prado
- Bianca Castanho - Amatista
- Nívea Stelmann - Gui (Guinivere)
- Tato Gabus Mendes - Anísio
- Françoise Forton - Larissa Guerra
- Mário Gomes - Ladislau Pomeranz
- Ângelo Paes Leme - Salomón Pomeranz
- Roberto Bomfim - Pajé
- Marcelo Faria - Amon Rá Pomeranz
- Juliana Baroni - Shiva Maria Pomeranz
- Tatyane Goulart - Lilith Pomeranz
- Heitor Martinez Mello - Rolando Karabastos
- Geórgia Gomide - Gherra
- John Herbert - Veludo
- Lúcia Veríssimo - Maria Louca (la Loca)
- Oswaldo Loureiro - Querubim Portella
- Joana Limaverde - Bruna Arruda Prado
- Edwin Luisi - Francis
- Delano Avelar - Argel
- Matheus Rocha - Ari
- Alexandre Schumacher - Zen
- Taís Araújo - Emilinha
- Alexandre Lemos - Dinho (Bernardo Portella)
- Hugo Gross - Barbosa
- João Carlos Barroso - Pereirinha
- Beth Lamas - Madá
- Vanessa Nunes - Penélope
- Cláudia Lira - Suzi

## Trasmissione internazionale
- Brasile - Rede Globo (2000-2001)
- Argentina - Canal 9
- Cile - La Red
- Costa Rica - Teletica
- Ecuador - Ecuavisa
- Nicaragua - Televicentro
- Perù - ATV
- Uruguay - Teledoce
- Stati Uniti - Telemundo
- Venezuela - Televen